# Ассеміні
Ассеміні (італ. Assemini, сард. Assèmini) — муніципалітет в Італії, у регіоні Сардинія,  провінція Кальярі.
Ассеміні розташоване на відстані близько 420 км на південний захід від Рима, 13 км на північний захід від Кальярі.
Населення — 27 028 осіб (2014).
Щорічний фестиваль відбувається 29 червня. Покровитель — святий Петро.

## Демографія
Населення за роками:

Станом на 1 січня 2023 року в муніципалітеті офіційно проживало 710 іноземців з 61 країни, серед них 172 громадяни країн Євросоюзу та 60 громадян України.

## Сусідні муніципалітети
- Кальярі
- Капотерра
- Дечимоманну
- Ельмас
- Нуіс
- Сан-Сперате
- Сантаді
- Саррок
- Сесту
- Сілікуа
- Ута
- Вілла-Сан-П'єтро